# Ophioplocus incipiens
Ophioplocus incipiens är en ormstjärneart som först beskrevs av Jean Baptiste François René Koehler 1922.  Ophioplocus incipiens ingår i släktet Ophioplocus och familjen Ophiolepididae. Inga underarter finns listade i Catalogue of Life.